# Gotti (film 1996)
Gotti – amerykański kryminał z 1996 roku na podstawie powieści „The Last Gangster: Winning the War Against John Gotti and the Mob” Jerry’ego Capeci i Gene’a Mustaina. Film opowiada o historii Johna Gottiego – legendarnego bossa rodziny mafijnej Gambino.

## Główne role
- Armand Assante – John Gotti
- William Forsythe – Sammy Gravano
- Richard Sarafian – Paul Castellano
- Frank Vincent – Robert DiBernardo
- Anthony Quinn – Neil Dellacroce
- Dominic Chianese – Joe Armone
- Alberta Watson – Victoria Gotti

## Nagrody i nominacje
Złote Globy 1996
- Najlepszy miniserial lub film TV (nominacja)
- Najlepszy aktor w miniserialu lub filmie TV – Armand Assante (nominacja)
- Najlepszy aktor drugoplanowy w miniserialu, serialu lub filmie TV – Anthony Quinn (nominacja)

Nagroda Satelita 1996
- Najlepszy aktor drugoplanowy w miniserialu, serialu lub filmie TV – Anthony Quinn (nominacja)

Nagroda Emmy 1997
- Najlepszy aktor w miniserialu lub filmie tv – Armand Assante
- Najlepszy film tv – Gary Lucchesi, David Coatsworth, Robert McMinn (nominacja)
- Najlepsza reżyseria miniserialu lub filmu tv – Robert Harmon (nominacja)
- Najlepszy scenariusz miniserialu lub filmu tv – Steve Shagan (nominacja)
- Najlepsze zdjęcia w miniserialu lub filmie tv – Alar Kivilo (nominacja)
- Najlepszy montaż dźwięku w miniserialu lub filmie dramatycznym – Robert W. Glass Jr., Ezra Dweck, Dan Wallin, David Lee (nominacja)
- Najlepszy montaż w miniserialu lub filmie tv kręconym jedną kamerą – Zach Staenberg (nominacja)